# Szklana pułapka 5
Szklana pułapka 5 (ang. A Good Day to Die Hard) – amerykański film akcji w reżyserii Johna Moore’a na podstawie scenariusza Skipa Woodsa. Piąta odsłona przygód nowojorskiego policjanta Johna McClane'a.

## Obsada
- Bruce Willis – John McClane
- Jai Courtney – John „Jack” McClane Jr.
- Sebastian Koch – Jurij Komarow
- Julija Snigir´ – Irina Komarow
- Siergiej Kolesnikow – Wiktor Czagarin
- Cole Hauser – Mike Collins
- Amaury Nolasco – Murphy
- Megalyn Echikunwoke – dziennikarka

i inni.

## Produkcja

### Zdjęcia
Zdjęcia realizowane były na terenie Węgier (Budapeszt), Rosji (Moskwa).

## Odbiór
Film został negatywnie odebrany przez krytyków, co zaowocowało wynikiem 14% na stronie Rotten Tomatoes.